# Reagan-Doktrin

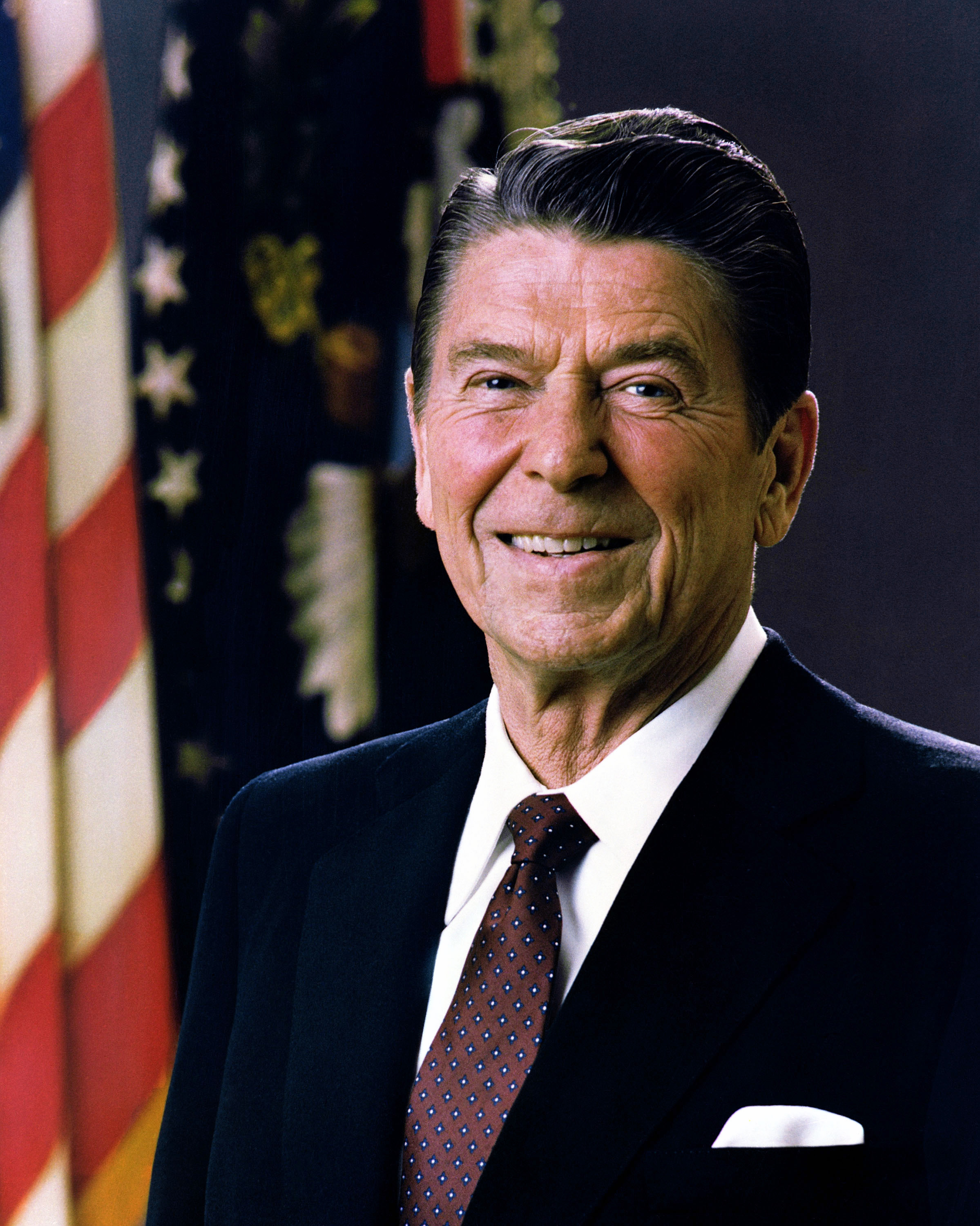
Ronald Reagan (1983)

Die Reagan-Doktrin war eine US-Strategie während des Kalten Kriegs, die darauf abzielte, durch Unterstützung antikommunistischer Guerilla-Organisationen die Regierungen prosowjetischer Staaten (bzw. allgemein marxistisch-beeinflusste Regierungen) zu schwächen und letztlich zu stürzen. In Teilen ein Gegenstück zur Breschnew-Doktrin und als Variante des in den 1950er-Jahren ausgerufenen Rollback bildete sie ein Kernstück der amerikanischen Außenpolitik während der 1980er-Jahre.

## Ursprung und Wirkung
Der amerikanische Präsident Ronald Reagan machte die Öffentlichkeit mit der nach ihm benannten Doktrin in seiner State-of-the-Union-Ansprache vom Februar 1985 bekannt. Der Kernsatz lautete:

“We must stand by all our democratic allies. And we must not break faith with those who are risking their lives—on every continent, from Afghanistan to Nicaragua—to defy Soviet-supported aggression and secure rights which have been ours from birth.”

„Wir müssen an der Seite aller unserer demokratischen Verbündeten stehen. Und wir dürfen nicht das Vertrauen derjenigen verlieren, die ihr Leben aufs Spiel setzen – auf allen Kontinenten, von Afghanistan bis Nicaragua –, um der sowjetischen Aggression entgegenzutreten und sich die Rechte zu sichern, die wir von Geburt an haben.“

Die Reagan-Doktrin fand starke Unterstützung in der nationalkonservativen Heritage Foundation, die sie selbst ausformulierte und weiterentwickelte. Die originale englische Bezeichnung Reagan Doctrine entstammt einem Artikel des Kolumnisten Charles Krauthammer, der im Time-Magazin erschien.
Die Reagan-Doktrin betraf die Länder Afghanistan, Kambodscha, Angola, Nicaragua und Mosambik. Sie führte zur finanziellen und militärtechnischen Ausweitung der Unterstützung der Contras in Nicaragua, der Mudschaheddin in Afghanistan und der UNITA des Jonas Savimbi in Angola wie auch anderer antikommunistischer Rebellengruppen. Als Vorteil dieser indirekten Interventionen galt der relativ geringe eigene zeitliche, finanzielle und Arbeitsaufwand, den die USA hatten, während die UdSSR selbst große Anstrengungen bei der Unterstützung verbündeter Staaten auf sich nehmen musste. Zudem konnten es die USA vermeiden, selbst in kriegerische Handlungen verwickelt zu werden. Problematisch war dagegen die Legalität von destabilisierenden Aktionen gegen völkerrechtlich anerkannte Regierungen, die eine offizielle Finanzierung oft unmöglich machte und Gesetzesbrüche mit sich brachte (vgl. etwa Iran-Contra-Affäre).
Die Doktrin entfachte eine intensive Debatte in der Öffentlichkeit und war eines der meistdiskutierten Politthemen ab Mitte der 1980er-Jahre; das Konzept als solches wird noch heute kontrovers beurteilt. Zur Verteidigung der Reagan-Doktrin werden von Befürwortern wie Margaret Thatcher die – nach dem Guerillakrieg von den linken Sandinisten verlorene – Wahl von 1990 in Nicaragua und der Abzug der sowjetischen Armee aus Afghanistan genannt, Faktoren, die letztlich zur Auflösung der Sowjetunion beigetragen haben sollen. Kritiker der Doktrin verweisen auf die Intensivierung der Drittweltkonflikte durch Stellvertreterkriege und auf nicht zu kontrollierenden Folgen (Blowback) geheimdienstlicher Operationen und der Unterstützung militanter Widerstandsgruppen hin. Insbesondere habe der terroristische Islamismus seine Wurzeln in der Afghanistanpolitik der 1980er Jahre.